# U 19 (U-Boot, 1913)
U 19 war ein U-Boot der deutschen Kaiserlichen Marine. Es war das Typschiff der Serie U 19 bis U 22 und das erste U-Boot der Kaiserlichen Marine, das nicht mehr mit einem petroleumbetriebenen Verbrennungsmotor arbeitete, sondern mit einem Dieselmotor.

## Geschichte, Bau und Indienststellung
Das Boot war ein sogenanntes Zweihüllenboot, als Hochseeboot in einem Amtsentwurf konzipiert. Der Auftrag zum Bau des Bootes wurde am 25. November 1910 erteilt. Es wurde am 20. Oktober 1911 auf Kiel gelegt und am 10. Oktober 1912 vom Stapel gelassen. Es wurde am 6. Juli 1913 unter Oberleutnant zur See Constantin Kolbe in Dienst gestellt.

## Technik
Das U-Boot war 64,15 m lang und 6,1 m breit und hatte einen Tiefgang von 3,58 m sowie eine Verdrängung von 650 Tonnen über und 837 Tonnen unter Wasser. Die Besatzung bestand aus 31 Mann, davon vier Offiziere. Die Maschinen für die Überwasserfahrt waren zwei Sechszylinder-Viertakt Dieselmotoren von MAN mit zusammen 1.250 kW (1.700 PS). Zur Unterwasserfahrt kamen zwei AEG-Doppel-Modyn-Elektromotoren mit zusammen 883 kW (1.200 PS) zum Einsatz. Damit waren Geschwindigkeiten von 15,4 kn über Wasser bzw. 9,5 kn unter Wasser möglich. Dass die Marine offenbar mit dieser U-Boot-Klasse sehr zufrieden war, zeigt sich auch daran, dass der Typ bis hin zu U 41 im Wesentlichen unverändert blieb. Lediglich bei den Motoren von U 19 gab es einen kleinen Konstruktionsfehler. Der Bereich der kritischen Drehzahlen, also der Bereich, in dem sich die Drehmomente plötzlich um ein Vielfaches erhöhen, lag deutlich niedriger als erwartet. Da dieser Bereich bereits bei einer Geschwindigkeit von mehr als 12 kn erreicht wurde, wurden im September 1915 die Maschinen ausgetauscht und das Boot generalüberholt. Der Aktionsradius betrug bis zu 9700 NM bei Überwasserfahrt. Bei getauchter Fahrt mit 5 kn Marschgeschwindigkeit wurden maximal 80 NM erreicht. Die maximale Tauchtiefe betrug 50 Meter. Die sechs mitgeführten Torpedos konnten über zwei Bug- und zwei Heckrohre verschossen werden. Das 8,8-cm-Geschütz wurde ab 1916 durch ein weiteres 8,8-cm-Geschütz ergänzt. Ab 1914 wurde ein 10,5-cm-L/45-Utof C/16 eingebaut.

## Einsätze und Verbleib
U 19 unternahm insgesamt 29 Feindfahrten, auf denen es 55 Handelsschiffe mit einer Gesamttonnage von 101.389 BRT versenkte. Nach anderen Quellen waren es 58 Schiffe mit einer Gesamttonnage von 99.182 BRT sowie drei beschädigte Schiffe mit 4.224 BRT und eines mit 733 BRT, welches als Prise aufgebracht wurde.
Das größte von U 19 versenkte Schiff war am 1. März 1918 der britische Hilfskreuzer Calgarian (17.515 BRT) in der Nähe der nordirischen Insel Rathlin Island.
Weitere versenkte Schiffe waren die Carmanian (1.867 BRT) in der Nähe von Fastnet Rock am 25. April 1916 sowie die Santa Maria (5.383 BRT) bei Lough Swilly am 25. Februar 1918 und die Tiberia (4.880 BRT) in der nähe von Black Head bei Belfast am 26. Februar 1918.
Während seines Kommandos hatte Weisbach eine ungewöhnliche Mission zu erfüllen: U 19 brachte am 20. April 1916 den irischen Revolutionär Roger Casement und zwei Kameraden in die Ballyheige Bay in Irland, da sie dort für die Unabhängigkeit Irlands von Großbritannien kämpfen wollten (siehe: Osteraufstand). Davon erhoffte sich das Deutsche Reich eine Ablenkung Großbritanniens vom Kriegsgeschehen auf dem europäischen Festland. U 19 sollte in der Ballyheige Bay mit dem Waffentransporter Libau zusammentreffen, der unter dem norwegischen Tarnnamen Aud operierte. Aus bis heute unbekannten Gründen verfehlten sich die beiden Schiffe und Casement konnte keinen Kontakt zum Waffentransporter aufnehmen. Allerdings war er schon zuvor zu der Auffassung gelangt, dass ein irischer Aufstand ohne direktes militärisches Eingreifen Deutschlands zum Scheitern verurteilt sei.

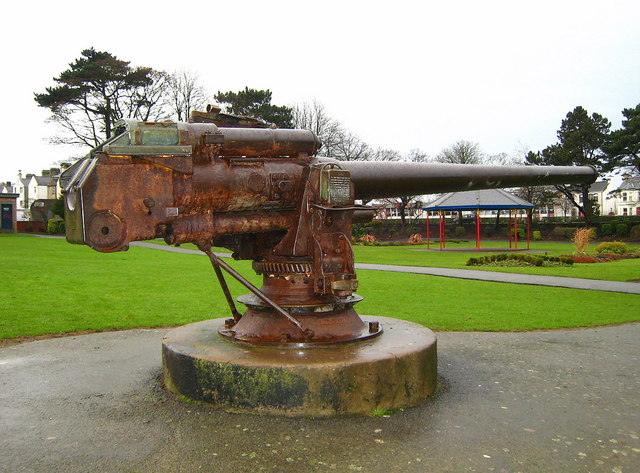
Hauptgeschütz von U 19 im Ward-Park

Nach Kriegsende wurde U 19 am 24. November 1918 nach Großbritannien ausgeliefert. Zwischen 1919 und 1920 wurde das Boot dann in Blyth abgewrackt. Das Deckgeschütz, eine 10,5-cm-L/45-Utof C/16, wurde von der Admiralität den Bewohnern von Bangor geschenkt in Anerkennung der besonderen Verdienste von Commander Edward Barry Stuart Bingham an Bord der Nestor in der Skagerrakschlacht im Juli 1916, für die er das Victoria-Kreuz bekam. Sie befindet sich heute in der Nähe des Kriegerdenkmals im Ward Park der Stadt.

## Sonstiges
Am 24. Mai 1917 wäre U 19 beinahe ein folgenschwerer Irrtum unterlaufen, die Beinahe-Versenkung von U 155, einem der zu der Zeit modernsten deutschen U-Boote. In der Annahme, auf ein britisches U-Boot gestoßen zu sein, ließ Spieß einen Torpedo klarmachen. Kurz bevor er den Befehl zum Auslösen des Torpedos gab, entdeckte er jedoch gewisse Eigenheiten deutscher U-Boote. Hier lag der Fehler jedoch beim Befehlshaber der Unterseeboote, dessen Dienststelle U 19 nicht vom Auslaufen von U 155 informiert hatte.
Am 24. April 1918 stieß U 19 auf offener See auf die deutsche Hochseeflotte. In der Meinung, einen großen Teil der britischen Grand Fleet gesichtet zu haben, meldete Spieß, er sei auf einen großen britischen Verband gestoßen, was die Hochseeflotte zu einer längeren, aber natürlich erfolglosen Suche bewog.

### Versenkte Schiffe (Auswahl)
Die folgende Liste enthält Schiffe mit einer Tonnage von mehr als 1000 Bruttoregistertonnen, die von U 19 versenkt wurden:
1. Am 21. Januar 1915 der britische Dampfer Durward (1.301 BRT)[13]
2. Am 9. Juni 1915 der norwegische Dampfer Svein Jarl (1.135 BRT)[14]
3. Am 11. Juni 1915 der schwedische Dampfer Otago (1.410 BRT)[15]
4. Am 21. April 1916 der britische Dampfer Feliciana (4.283 BRT)[16]
5. Am 22. April 1916 der italienische Dampfer Jozsef Agost Foherzeg (2.651 BRT)[17]
6. Am 22. April 1916 der britische Dampfer Ross (2.666 BRT)[18]
7. Am 22. April 1916 der britische Dampfer Parisiana (4.763 BRT)[19]
8. Am 23. April 1916 der britische Dampfer Ribston (3.048 BRT)[20]
9. Am 12. September 1916 der russische Dampfer Ije (n-18) (1.261 BRT)[21]
10. Am 22. September 1916 der britische Dampfer Kennett (1.707 BRT)[22]
11. Am 12. Mai 1917 der britische Dampfer Wirral (4.207 BRT)[23]
12. Am 20. Mai 1917 der norwegische Dampfer Arnfinn Jarl (1.097 BRT)[24]
13. Am 26. Mai 1917 der norwegische Passagierdampfer Norway (1.447 BRT)[25]
14. Am 20. Juni 1917 das norwegische Segelschiff Fido (1.459 BRT)[26]
15. Am 21. Juni 1917 der britische Dampfer Black Head (1.898 BRT)[27]
16. Am 21. Juni 1917 der norwegische Dampfer Laatefos (1.458 BRT)[28]
17. Am 22. Juni 1917 der norwegische Dampfer Bolette (1.431 BRT)[29]
18. Am 31. August 1917 der britische Dampfer Miniota (6.422 BRT)[30]
19. Am 1. September 1917 das norwegische Segelschiff Akaroa (1.347 BRT)[31]
20. Am 28. Dezember 1917 der britische Dampfer Maxton (3.840 BRT)[32]
21. Am 28. Dezember 1917 der britische Dampfer Santa Amalia (4.306 BRT)[33]
22. Am 2. Januar 1918 der russische Dampfer Nadejda (3.849 BRT)[34]
23. Am 25. Februar 1918 der US-amerikanische Dampfer Santa Maria (5.383 BRT)[35]

## Kommandanten
| Dienstgrad             | Name                     | von               | bis               |
| ---------------------- | ------------------------ | ----------------- | ----------------- |
| Oberleutnant zur See   | Constantin Kolbe         | 6. Juli 1912      | 15. März 1916     |
| Kapitänleutnant        | Raimund Weisbach         | 16. März 1916     | 10. August 1916   |
| Oberleutnant zur See   | Johannes Spieß           | 11. August 1916   | 4. Juli 1917      |
| Leutnant zur See d. R. | Heinrich Koch            | 5. Juli 1917      | 15. Oktober 1917  |
| Oberleutnant zur See   | Hans Albrecht Liebeskind | 25. Oktober 1917  | 16. November 1917 |
| Kapitänleutnant        | Johannes Spieß           | 17. November 1917 | 31. Mai 1918      |
| Oberleutnant zur See   | Hans Albrecht Liebeskind | 1. Juni 1918      | 11. November 1918 |